# Sitaksentan
Sitaksentan natrijum (TBC-11251) je lek za tretman plućne hipertenzije. On je bio u prodaji pod imenom Telin od strane Encisive Farmaceutikals, sve dok Pfizer nije kupio tu kompaniju februara 2008. Pfizer je dobrovoljno povukao sitaksentan sa tržišta 2010. godine zbog moguće toksičnosti jetre.

## Mehanizam dejstva
Sitaksentan je mali molekul koji selektivno blokira dejstvo endotelina na endotelinskom-A (ETA) receptoru (oko 6000 puta je potentniji u odnosu na ETB). On pripada sulfonamidnoj klasi antagonista endotelinkog receptora.

## Literatura
1. ↑  Barst, R. J.; Langleben, D.; Frost, A.;  . (2004). „Sitaxsentan therapy for pulmonary arterial hypertension”. American Journal of Respiratory Critical Care Medicine. 169 (4): 441—447. PMID 14630619. doi:10.1164/rccm.200307-957OC.
2. ↑  „Citing liver damage, Pfizer withdraws Thelin, Associated Press, December 12, 2010”. Архивирано из оригинала 13. 12. 2010. г. Приступљено 02. 06. 2011.
3. ↑  Girgis, RE; Frost, AE; Hill, NS; Horn, EM; Langleben, D; McLaughlin, VV; Oudiz, RJ; Robbins, IM; Seibold, JR (2007). „Selective endothelin A receptor antagonism with sitaxsentan for pulmonary arterial hypertension associated with connective tissue disease.”. Annals of the Rheumatic Diseases. 66 (11): 1467—72. PMC 2111639 . PMID 17472992. doi:10.1136/ard.2007.069609.

## Dodatna literatura
- Mucke HAM (2009). „Sitaxsentan for the Oral Treatment of Pulmonary Arterial Hypertension: Benefits from Endothelin Receptor Subtype Selectivity?”. Clinical Medicine: Therapeutics. 1: 111—121. doi:10.4137/CMT.S2344.
- Robyn J. Barst, MD; Stuart Rich; Allison Widlitz; Evelyn M. Horn, MD; Vallerie McLaughlin; Joyce McFarlin, RN (2002). „Clinical Efficacy of Sitaxsentan, an Endothelin-A Receptor Antagonist, in Patients With Pulmonary Arterial Hypertension”. Chest. 121 (6): 1860—1868. doi:10.1378/chest.121.6.1860. Архивирано из оригинала 04. 08. 2003. г. Приступљено 02. 06. 2011. Непознати параметар |name-list-style= игнорисан (помоћ)

## Spoljašnje veze
- Thelin
- Primarna ili neobjašnjena pulmonarna hipertenzija

|  | Molimo Vas, obratite pažnju na važno upozorenje u vezi sa temama iz oblasti medicine (zdravlja). |